# Meland
Meland era un municipio costero de la antigua provincia de Hordaland (Noruega). El municipio existió desde 1923 hasta su disolución el 1 de enero de 2020, cuando se integró en el nuevo municipio de Alver. El municipio estaba situado a unos treinta minutos al norte de la capital provincial, Bergen. La mayor parte del municipio se encontraba en la isla de Holsnøy, donde estaba el centro administrativo de Frekhaug. El municipio agrupaba también los pueblos de Hjartås, Holme, Io, Krossneset, Meland, y Rossland.
Limitaba al norte con el municipio de Radøy, al sur con Askøy, al este con Lindås y Bergen, y al oeste con Askøy y el mar del Norte. Su cota máxima, situada en el Eldsfjellet, era de 324,38 metros. La cabecera municipal era la localidad de Frekhaug, situada al sur de la isla de Holsnøy, a treinta kilómetros al norte de la capital provincial, Bergen.

## Elementos identitarios

### Etimología
El municipio debe su nombre a la antigua granja Meland,situada en la parte centro-sur de la isla de Holsnøy. El nombre nórdico antiguo de la granja era «Meðalland». Meðal significa ‘medio’ mientras land significa ‘granja’ o ‘tierra’, por lo que el nombre en su conjunto más o menos significa «la granja que se encuentra en el centro (de la isla)». El nombre se deletreaba históricamente como Mæland.

### Escudo de armas
El escudo de armas es moderno; se les concedió el 15 de mayo de 1987. Los brazos muestran una especie de barreno local utilizado en carpintería. En la década de 1850, se inició la fabricación de barrenos en el municipio, llegando a tener cierta fama por su gran calidad. El sinfín es de color gris sobre un fondo rojo.

## Geografía
El antiguo municipio se extendía a lo largo de varias islas. La más grande era la de Holsnøy, que ocupaba 89 de los 93 kilómetros cuadrados que tenía todo el municipio. Llimitaba por el norte con la isla de Radøy y la península de Lindås, por el este con la península de Åsane en Bergen, por el sur con la isla de Askøy, y por el oeste con el archipiélago de Øygarden. Estaba rodeado de fiordos, concretamente (en el sentido de las agujas del reloj desde el norte) los de Mangerfjorden, Radfjorden, Salhusfjorden, Herdlefjorden, y Hjeltefjorden. La isla de Flatøy, la segunda isla más grande del antiguo municipio, está situada al oeste de Holsnøy. El punto más alto de Meland era el Eldsfjellet, a 324.38 metros sobre el nivel del mar.
El centro administrativo del municipio y la localidad más grande era Frekhaug. Está situado en la parte sudeste de Holsnøy, y en 2012 su casco urbano contaba con una población de 1649 personas. Existen otras dos áreas urbanas en el municipio: Krossneset en Flatøy (población 468) y Holme (población 663).

### Relieve y geología
La orografía de la región es ligeramente ondulada, alternándose los valles cultivados con pequeñas montañas arboladas sobre las que destacan las cumbres de Eldsfjellet, Gaustafjellet y Brakstadfjellet, con altitudes próximas a los 350 m.
Geológicamente, la zona pertenece al campo de Bergens, donde predominan las rocas metamórficas del grupo de las anortositas. Un ancho cinturón de estas cruza la isla desde Flatøy hasta Eldsfjellet, atravesando el norte del lago Storavatnet. Esta zona se caracteriza por la escasa vegetación y colinas desnudas. Al norte de este cinturón, las anortositas se encuentrsa mezcladas con gabros, mientras que al sur se encuentra una estrecha franja (500-1000 m) de anfibolitas y gneis. Al sur del municipio, en el fiordo Herdlafjord las principales rocas son gneis, anfibolitas, granitos.

### Clima
El clima en la zona es típicamente oceánico, con inviernos suaves donde las heladas son poco frecuentes y veranos relativamente frescos, así como una precipitación anual alta. La temporada de crecimiento es larga, con más de doscientos días donde la temperatura promedio es superior a cinco grados y una alta temperatura anual (Moen 1998).
El clima de la isla varía mucho. Las partes del noroeste, con pendientes más pronunciadas, son bastante ventosas con vientos suaves, mientras que en las zonas del interior se encuentra más protegidas.

## Historia
La zona conserva varios vestigios de los primeros asentamientos, como restos de casas de piedra, paredes de terrazas y granjas. Holmeknappen (del siglo XVIII) fue restaurado en 1992, e incluye equipamiento para producción de toneles y arenque en salazón. Meland ha sido un sitio de iglesia desde mediados del siglo XIII. La Stavkirke, un tipo de iglesias medieval construida de madera, estuvo en uso hasta 1616, cuando una nueva iglesia de madera se levantó en el mismo lugar. En 1816 la iglesia fue demolida para construir la actual.
El 15 de octubre de 1923, la parte occidental del municipio de Alversund se separó para formar el nuevo municipio de Meland, uno de los muchos municipios noruegos que se crearon por razones geográficas. Meland se separó del resto de Alversund por el fiordo de Radfjorden, ya que el transporte entre las diferentes partes del municipio no era fiable y requería mucho tiempo. La creación del municipio se aporbó en 1922, y poco más tarde, el veintitrés de agosto de 1923, se eligió el primer consejo municipal. No fue hasta el quince de octubre de 1923 cuando la separación del municipio se hizo oficial.
En un principio Meland abarcaba los dos tercios meridionales de la isla de Holsnøy, una pequeña área en la costa noreste de la isla de Askøy y algunas pequeñas islas de los alrededores.
En 1962, el Comité Schei, concluido el estudio de la organización de los municipios de Noruega, recomendó la ampliación municipal añadiéndole el resto de la isla de Holsnøy, la isla menor de Øpsøy (hasta entonces pertenecientes al municipio de Herdla) y la isla de Flatøy, en el municipio de Hamer. Al mismo tiempo propuso que Meland cediera los territorios situados en la isla de Askøy, al municipio de Askøy. El condado de Hordaland aprobó la medida, y los cambios de fronteras entraron en vigor el 1 de enero de 1964, sin embargo la propuesta para cambiar el nombre del municipio Meland a «Holsenøy» fue rechazada. Hechos los cambios, los municipios de Hamre y Herdla desaparecieron y su territorio quedó dividido entre los municipios de Lindås, Osterøy y Meland, y Preguntarøy, Øygarden, y Meland, respectivamente.

El 22 de junio de 2016, el concejo municipal en Meland, con 19 votos a favor y 8 en contra, aprobó la fusión con los municipios vecinos de Lindås y Radøy de cara a crear un nuevo municipio, denominado Alver, que agrupa a los tres desde principios de año 2020.

## Población y ordenación urbana
El municipio agrupa las localidades de Frekhaug, Hjartås, Holme, Io, Krossneset, Meland, y Rossland. En el año 2014 tenía una población de 7544, en 2015 7736 y en 2016 7812 y en 2017 8021.
| Gráfica de evolución demográfica de la localidad de Meland entre 2000 y 2017 |
|                                                                              |
| Población de la localidad de Meland según los censos de población.           |

## Política y administración
La igual que el resto de municipios de Noruega, Meland era responsable de la educación primaria (hasta el 10.º grado), la asistencia sanitaria, los servicios de atención a la tercera edad, el desempleo y otros servicios sociales, la zonificación, el desarrollo económico, y las carreteras locales. El municipio era gobernado por un concejo municipal de representantes elegidos, que a su vez elegían a un alcalde.

### Concejo municipal
El concejo municipal (Kommunestyre) de Meland estaba compuesto por 31 representantes que eran elegidos cada cuatro años.
El Ayuntamiento de Meland se encargaba de gobernar el municipio. Estaba presidido por el Alcalde, elegido democráticamente por sufragio universal.
El centro municipal estaba situado en Frekhaug, al sur de la isla de Holsnøy.
| Partido | Nombre en Noruega      | 2011 | 215 |
| --- | ---------------------- | ---- | --- |
| Partido conservador (H)                                                                                         | Høgre                  | 6    | 5   |
| Partido Laborista (Ap)                                                                                          | Arbeiderpartiet        | 5    | 7   |
| Partido del Progreso (Frp)                                                                                      | Framstegspartiet       | 4    | 4   |
| Partido de centro (SP)                                                                                          | Senterpartiet          | 4    | 3   |
| Partido Demócrata Cristiano (KrF)                                                                               | Kristelig Folkeparti   | 3    | 3   |
| Izquierda (V)                                                                                                   | Venstre                | 2    | 2   |
| Partido Verde (MDG)                                                                                             | Miljøpartiet Dei Grøne | 1    | 2   |
| Lista conjunta del Partido Rojo y el Partido de Izquierda Socialista \|\|Rødt y Sosialistisk Venstreparti \|\|2 |                        |      |     |
| Lista local | Bygdelista Folkeviljen |      | 1   |
| Número total |                        | 27   | 31  |

| Periodo                         | Alcalde                 | Partido                                                                    |
| ------------------------------- | ----------------------- | -------------------------------------------------------------------------- |
| 1923-1931                       | Andreas Hagen           | Bygdeliste - Sagstad krins                                                 |
| 1932-1938                       | Lars G. Hopland         | Sagstad krinsliste (desde 1936)                                            |
| 1938-1945                       | Nils Hvidsten           | Austebygd krinsliste                                                       |
| 1946-1968                       | Olav Åmdal              | Samlingslista para Meland. De 1948-1967 Sagstad krinsliste. Desde 1968 SP. |
| 1968-1979                       | Johannes H. Fosse       | KrF                                                                        |
| 1980-1991                       | Harry Wiig Andersen     | SP                                                                         |
| 1991-1999                       | Arne I. Sakstad         | Ap                                                                         |
| 1999-2007                       | Solbjørg Å. Sandvik     | Høyre                                                                      |
| 2007-2015                       | Nils Marton Aadland     | Høyre                                                                      |
| 2015-2019                       | Øyvind Helland Oddekalv | Ap                                                                         |
| Fuente: Ayuntamiento de Meland. |                         |                                                                            |

## Patrimonio

### Iglesias
La Iglesia de Noruega tiene una parroquia (sokn) en la zona, perteneciente al decanato de Nordhordland en la diócesis de Bjørgvin.
| Parroquia (sokn) | Nombre            | Ubicación | Año de construcción |
| ---------------- | ----------------- | --------- | ------------------- |
| Meland           | Iglesia de Meland | Meland    | 1866                |

## Transporte y comunicaciones
Como una isla municipio, la red de carreteras de Meland dependía de los puentes para conectar con el continente. El puente más antiguo era el de Krossnessundet, construido en 1977 entre las islas Flatøy y Holsnøy. Actualmente forma parte de la ruta Fv 564. El puente Hagelsund conecta la isla de Flatøy a Knarvik en la península Lindås hacia el este. El puente Nordhordland, sobre el fiordo de Salhusfjorden une Flatøy con Klauvaneset en la parte continental Meland. Este puente, construido en 1994, es la carretera principal hacia el norte de Bergen, y junto al puente de Hagelsund forma parte de la ruta europea E39.

## Medios de comunicación
Los periódicos locales Strilen y Nordhordland tenían una sección sobre Meland, y los diarios provinciales Bergens Tidende y Bergensavisen solían cubrir las noticias municipales.